# Салано
Салано (Salanoia concolor) или кафявоопашата мадагаскарска мангуста е вид бозайник от семейство Мадагаскарски мангустоподобни (Eupleridae), ендемичен за Мадагаскар. Естественото му местообитание е влажна равнинна тропическа гора. Застрашен е от загуба на местообитания.

## Таксономия
Видът е описан за първи път през 1837 г. от френския зоолог Изидор Жофроа Сен-Илер под имената Galidia unicolor и Galidia olivacea . Той поставя и двете в род Galidia, заедно с пръстеноопашатия мунго (Galidia elegans), който сега е признат за единствения вид от този род. Видовото наименование unicolor е печатна грешка за concolor и името е коригирано в по-късна бележка от Жофроа Сен-Илер. През 1865 г. Джон Едуард Грей поставя concolor и olivacea в техния собствен подрод Galidia, който той нарича Salanoia. През 1882 г. Сейнт Джордж Джаксън Миварт също отделя olivacea и concolor от Galidia и ги поставя в отделен род Hemigalidia, без да споменава Salanoia. В своя Index generum mammalium от 1904 г. Тиодор Палмър отбелязва, че Salanoia, първото публикувано име, е правилното име за рода. Въпреки че Глоувър Морил Алън през 1939 г. все още изброява два вида, които той нарича Salanoia olivacea и S. unicolor, до 1972 г. Албиняк признава само един вид, който той нарича Salanoia concolor. Вторият вид Salanoia, Salanoia durrelli, е описан през 2010 г.